# Åbo, Ljusdals kommun

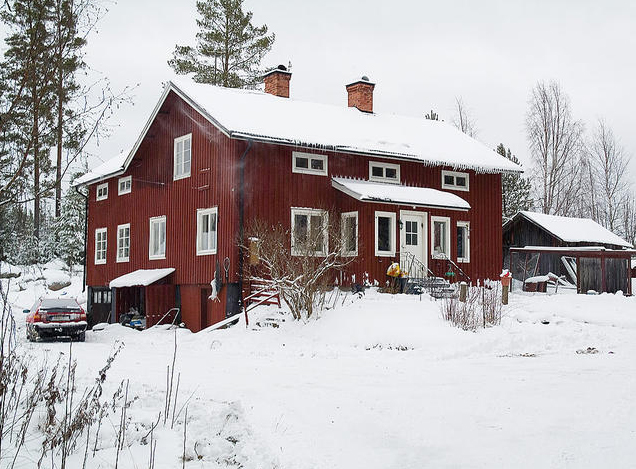
Ett av husen i Åbo

Åbo är en by i Färila socken i Ljusdals kommun. Åbo ligger mitt emellan Stocksbo och Stråsjö som också är mindre byar i Färila socken.